# Iura stolae
Iura stolae [z łac. prawa stuły] – jedna z form zapewnienia duchownym środków utrzymania z tytułu spełniania usług religijnych. 
W Kościele łacińskim ofiary składane przez wiernych duchownym za niektóre posługi religijne, w szczególności za udzielanie sakramentów, chowanie zmarłych i udzielanie błogosławieństw. 
Praktyka pobierania tych ofiar upowszechniła się w miarę wzrostu znaczenia Kościoła w życiu społeczeństw i z czasem stała się problemem dla wiernych i samego Kościoła, powodując w przypadkach skrajnych zjawisko symonii, czyli m.in. handlu sakramentami. Zjawisko to stało się w średniowieczu na tyle ważne, że zajmowały się nim sobory laterańskie II, III i IV, a ich postanowienia zostały włączone do urzędowego zbioru praw tzw. Dekretałów Grzegorza IX, stając się normami prawa dla ówczesnego Kościoła łacińskiego.
W kościele polskim arcybiskup Jakub Świnka na synodzie prowincjonalnym w Łęczycy w 1285 zabronił duchownym sprzedawania sakramentów. Ostatecznej kodyfikacji iura stolae dokonał Mikołaj Trąba i ogłosił ją na synodzie wieluńsko-kaliskim w 1420.
Skodyfikowane zasady zabraniały żądania i pobierania przez duchownych jakichkolwiek opłat za posługi religijne, ale nie zakazywały przyjmowania dobrowolnych datków, a „zwyczaj dawania ofiar przez wiernych, przy okazji korzystania z sakramentów, należało utrzymać nawet przy zastosowaniu środków przymusu”.